# Йосифов, Илия
Или́я Алекса́ндров Йо́сифов (болг. Илия Александров Йосифов; 12 сентября 1912, Котел — 29 июня 1993) — болгарский оперный певец (тенор) и музыкальный педагог. Брат композитора и дирижёра Йоско Йосифова, дядя Александра Йосифова.

## Биография
Изучал право, затем окончил Национальную музыкальную академию в Софии (1942), совершенствовал своё мастерство в Вене и Зальцбурге (1943—1945). В 1945—1962 годах — солист Софийской народной оперы, затем в 1962—1966 годах её директор.
С конца 1940-х годов преподавал в Музыкальной академии, в 1953—1955 и 1959—1962 годах — декан вокального факультета, с 1960 года — профессор. В 1966—1970 годах преподавал в Ленинградской консерватории. Среди учеников Йосифова — выдающиеся болгарские певцы Райна Кабаиванска, Благовеста Карнобатлова, Константин Карапетров, Павел Герджиков.
Лауреат Димитровской премии (1950), народный артист Болгарии (1972).